# Rio Cará-Cará
Der Rio Cará-Cará ist ein etwa 16 km langer rechter Nebenfluss des Rio Tibaji im Südosten des brasilianischen Bundesstaats Paraná.

## Geografie

### Lage
Das Einzugsgebiet des Rio Cará-Cará befindet sich auf dem Segundo Planalto Paranaense (Zweite oder Ponta-Grossa-Hochebene von Paraná).

### Verlauf
Sein Quellgebiet liegt im Munizip Ponta Grossa auf 878 m Meereshöhe im Stadtteil Uvaranas auf dem Gelände der Universidade Estadual de Ponta Grossa (UEPG).
Der Fluss verläuft in süd- bis südwestlicher Richtung. Er mündet auf 788 m Höhe von rechts in den Rio Tibaji. Er ist etwa 16 km lang.

### Einzugsgebiet
Das Einzugsgebiet umfasst 99 km². Das ursprüngliche Biom ist Mata Atlântica. Etwa 30 % sind Stadtgebiet, knapp 45 % werden  land- und viehwirtschaftlich genutzt und ein Viertel der Fläche ist Steppenland.

### Munizipien im Einzugsgebiet
Der Rio Cará-Cará verläuft vollständig innerhalb des Munizips Ponta Grossa.